# Lord Vigo
Lord Vigo ist eine 2014 gegründete Metal-Band. Die Musik der Band aus Landstuhl greift insbesondere Einflüsse aus dem Epic Doom, dem Doom Metal, dem Progressive Rock und der New Wave of British Heavy Metal der 1980er-Jahre auf, in dem Bestreben möglichst ausgeprägter klanglicher Authentizität. Als charakteristisch gilt dabei die Verwendung von popkulturellen Verweisen. Prägnant hierfür sind Bezüge zu Horror- und Science-Fiction-Filmen der 1980er- und frühen 1990er-Jahre sowie ein auf diesen Zeitraum bezogenes Streben nach musikalischer und kultureller Authentizität. Dieses Ideal verfolgt die Band bis in die anhaltende Befasstheit mit Detailfragen zur Spiel- und Aufnahmetechnik, was in der Rezeption der Band oft mit dem Begriff „kauzig“ hervorgehoben wird. Gleichzeitig ist das Auftreten der Band von Selbstironie geprägt.

## Geschichte

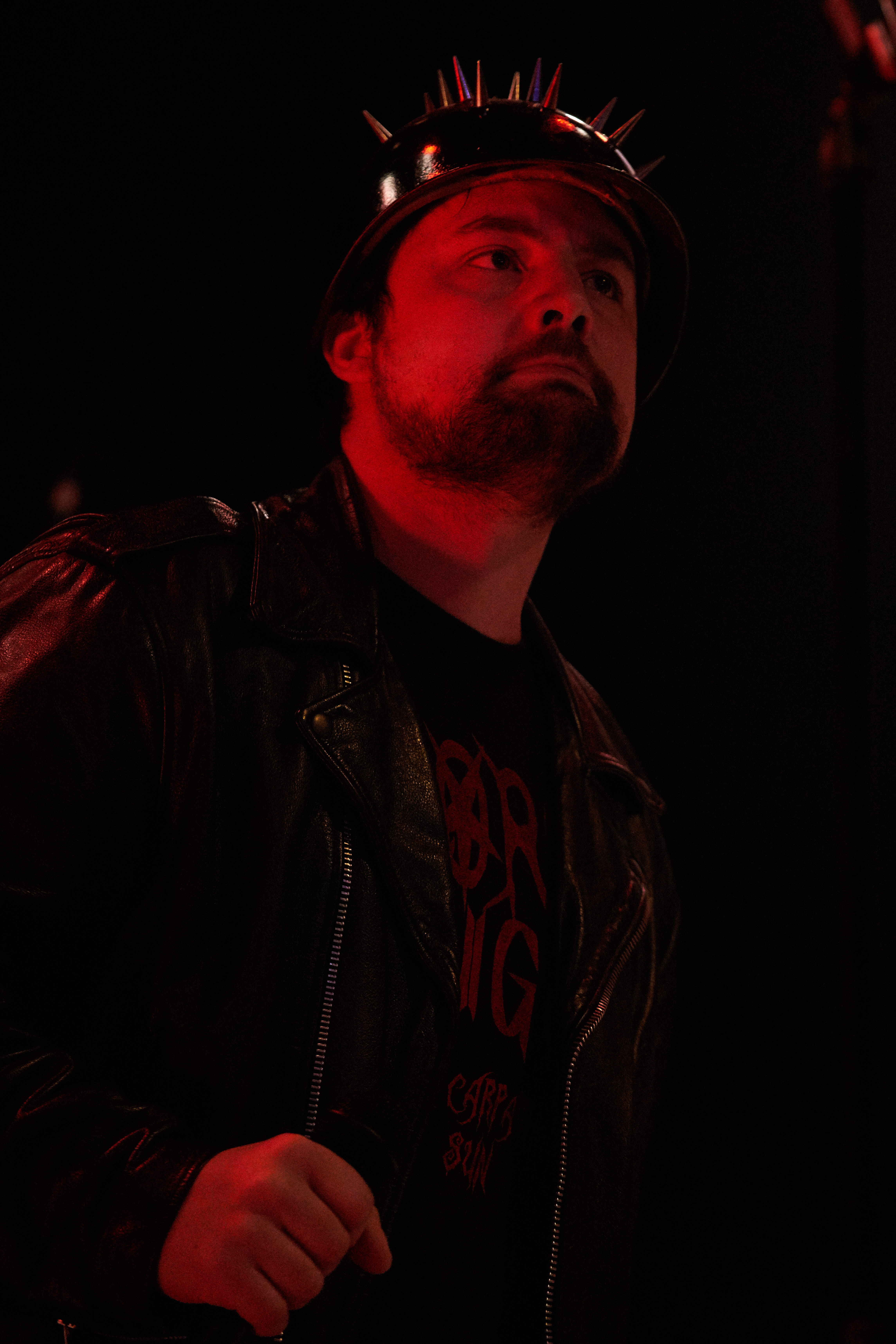
Patrick „Vinz Clortho“ Palm mit Lord Vigo beim Hammer of Doom 2015

Im Oktober 2014 probten die späteren Lord Vigo, nachdem Schlagzeuger und Sänger Patrick „Vinz Clortho“ Palm hierzu eingeladen hatte, um ein Doom-Metal-Projekt zu gründen. Der Bruder von Patrick „Vinz Clortho“ Palm, Gitarrist Christian „Volguus Zildrohar“ Palm und der Gitarrist und Bassist Patrick „Tony Scoleri“ Fuchs von Ivory Night kamen im Oktober 2014 erstmals mit der Idee zusammen, ein gemeinsames Doom-Metal-Projekt zu gestalten. Beide Mitmusiker spielten vorher mit „Vinz Clortho“ in unterschiedlichen Konstellationen wie dem Synthiepop-Projekt The Beautiful Dead. Weitere gemeinsame Bands bestanden bereits in den „sehr frühen“ Neunzigerjahren, darunter eine kurzlebige Doom-Formation. Dieses Projekt veröffentlichte seinerzeit ein Demoband, das wenig Beachtung erfuhr, „Vinz Clortho“ jedoch sporadisch beschäftigte. Mit dem „Demo als Anhaltspunkt“ nahm er mit „Volguus Zildrohar“ die Stücke neu arrangiert als Demo-Skizzen, auf. Hierbei agierte er auch erstmals als Sänger, nachdem er sich bis dahin stets als Schlagzeuger eingebracht hatte. Den Wechsel zum Gesang vollzog er, nachdem er keinen passenden Sänger hatte finden können und mit seinen ersten eigenen Versuchen, über die Musik zu singen, zufrieden war. Die Aufnahmen leitete „Vinz Clortho“ an „Tony Scoleri“ mit der Einladung zu einer gemeinsamen Probe. Während dieser Probe schrieb das Trio einen Großteil des Stücks Babylon The Great, ein Erfolg, der die Musiker in ihrem Bestreben bestärkte. Spätestens mit der Fertigstellung des Stücks Vigo Von Homburg Deutschendorf beschloss die Band, das entstehende Material zu veröffentlichen. Zugleich ergaben sich mit dem Stück weitere konzeptionelle Rahmenbedingungen der Band. Bezugnehmend auf den Film Ghostbusters II, dem die Figur Lord Vigo und das Thema des Stücks entstammen, und dem gesamten Ghostbusters-Franchise ergaben sich der Bandname, der Albumtitel und die Pseudonyme der Musiker. Mit diesen Basiselementen und Grundideen zu Musik und Inhalt der gemeinsamen Band führte Lord Vigo die Aktivität in den nachkommenden Jahren fort.

### 2015 bis 2016 – Under Carpathian Sun
Die ersten Demo-Aufnahmen wurden in dem Proberaum der Musiker, der zugleich als Heimstudio diente, bewusst ohne beschönigende Effekte wie Auto-Tune aufgenommen. So legte die Band Wert auf einen Klang, der jenem des Metal der 1980er entsprach. Entsprechend wählte die Band ein Delay als Effekt für den Gesang, da dieser Effekt in den 1980er Jahren für die Tonstudios noch günstiger war als ein Reverb in vergleichbarer Qualität. Am 30. Mai 2015 veröffentlichte Lord Vigo Under Carpathian Sun als MC im Selbstverlag. Das Medium wählte das Trio, ebenso wie vorherige Richtungsentscheidungen für Lord Vigo, aus dem Gefühl der Nostalgie gegenüber den 1980er- und frühen 1990er-Jahren, sowie gegenüber der eigenen Kindheit und Jugend. Dabei sei unter anderem die Erinnerung an ein zelebriertes Hören von Musik von besonderer Bedeutung gewesen.

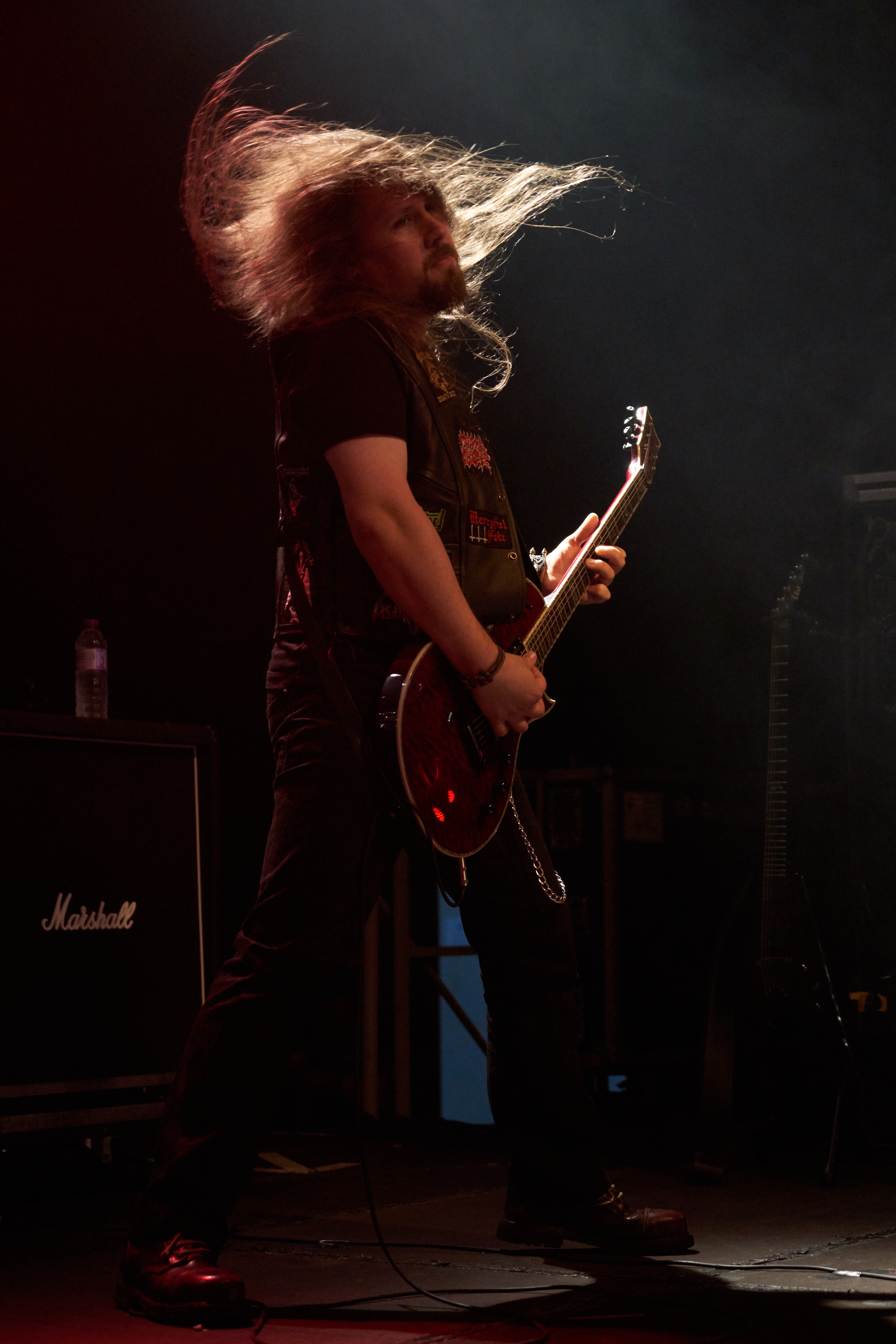
Patrick „Tony Scoleri“ Fuchs mit Lord Vigo beim Hammer of Doom 2015

Mit dem positiv angenommenen Demo kontaktierte Lord Vigo auf Metal spezialisierte Plattenlabel. Während deutsche Label kein Interesse zeigten, bot das griechische, auf Wiederveröffentlichungen spezialisierte, No Remorse Records der Band an, Under Carpathian Sun als Album zu veröffentlichen. Entsprechend fügte die Band dem Album zwei ursprünglich für eine Folgeveröffentlichung geschriebene Stücke zu. In dieser Form erschien Under Carpathian Sun am 15. November 2015 als CD und am 26. Februar 2016 als Doppel-LP. Zur Veröffentlichung wurde auch die Gestaltung des Tonträgers überarbeitet. Die Band entwarf in einer spontanen Foto-Session das visuelle Image mit dem markanten Auftreten von Patrick „Vinz Clortho“ Palm mit einem mit Nieten verzierten Helm und einem Panzerhandschuh für Bilder, die das Begleitmaterial ergänzen sollten. Hinzukommend wurde die Veröffentlichung mit einem neuen Album-Cover und Bandlogo versehen. Als Cover wurde ein Bild des bereits für Interpreten wie Visigoth und Urfaust aktiven Cover-Künstlers Karmazid genutzt, dessen Arbeit Patrick „Vinz Clortho“ Palm in einer Ausgabe des Metalmagazins Deaf Forever entdeckt hatte. Nachdem sich auch die restlichen Musiker von der Idee begeistert zeigten, kontaktierte die Band den Künstler via Facebook und schickte ihm einen groben Entwurf zu, worauf dieser seine Zeichnung aufbaute.
Kurz nach Veröffentlichung des Albums trat die Band am 21. November 2015 als Eröffnungsband des zweiten Tages des Hammer of Doom X in Würzburg auf. Oliver Weinsheimer, freier Mitarbeiter des Deaf Forever und Mitveranstalter der Festivals Keep It True und Hammer of Doom, bot Lord Vigo den Auftritt an, der die erste Liveerfahrung der Band darstellte. Um bei dem Auftritt als Musiker besser agieren zu können und den Schauwert für das Publikum zu erhöhen, wurden ein Schlagzeuger und ein Bassist als Unterstützung hinzugezogen; eine Konstellation, die Lord Vigo beibehielt. Neben den notwendigen Proben als Live-Band zu fünft und weiteren Festival-Auftritten wie auf dem Storm Crusher Festival im September 2016 arbeitete das Kerntrio weitere Musik aus.

### 2016 bis 2017 – Blackborne Souls
Zur Veröffentlichung von Under Carpathian Sun über No Remorse Records bestand der Band zufolge bereits ausreichend Material für ein zweites sowie erste Entwürfe für ein drittes Album. Dabei behielt die Band die Arbeitsbedingungen des Debüts bei. Die Aufnahmen wurden im Heimstudio von der Band gestaltet, abgemischt und gemastert. Zu den Aufnahmen variierte die Band die genutzte Technik punktuell, legte jedoch weiter Wert auf einen möglichst authentischen Klang. Lord Vigo baute aufgrund einer Neigung zu Rush verstärkt Moog-Synthesizer in die Musik ein und variierte weitere Teile der Aufnahmetechnik, so dass die Produktion insgesamt „fetter“ klang.

„Wir haben ohne Trigger oder Replacements gearbeitet und haben dieses Mal die Toms mit je einem Mikro im Kessel und ausserhalb des Kessel abgenommen. Das gibt einen echt fetten Sound, so eine Mischung aus Concert Tom und normalem Tom. Ich denke beim dritten Album können wir da nochmal einen Schritt nach Vorne [sic!] gehen. Es gibt ja immer Dinge die man im Nachhinein etwas anders machen würde. Ich persönlich mag halt den Sound den man von dem [sic!] alten Metalalben der späten 80er oder frühen 90er kennt. Diese modernen Plastiksoundalben sind nix für mich. Bei uns gibt es auch kein Autotune oder endloses Doppeln von Gitarrenspuren. Eine Gitarre links, eine rechts, fertig.“

Blackborne Souls wurde am 13. Januar 2017 über No Remorse Records als MC, CD, Doppel-LP und Musikdownload via Bandcamp veröffentlicht. Zur Promotion folgten weitere Auftritte der Band, darunter beim griechischen Up the Hammers im Mai 2017 und beim Dong Open Air im Juli 2017 in Neukirchen-Vluyn.

### 2017 bis 2019 – Six Must Die

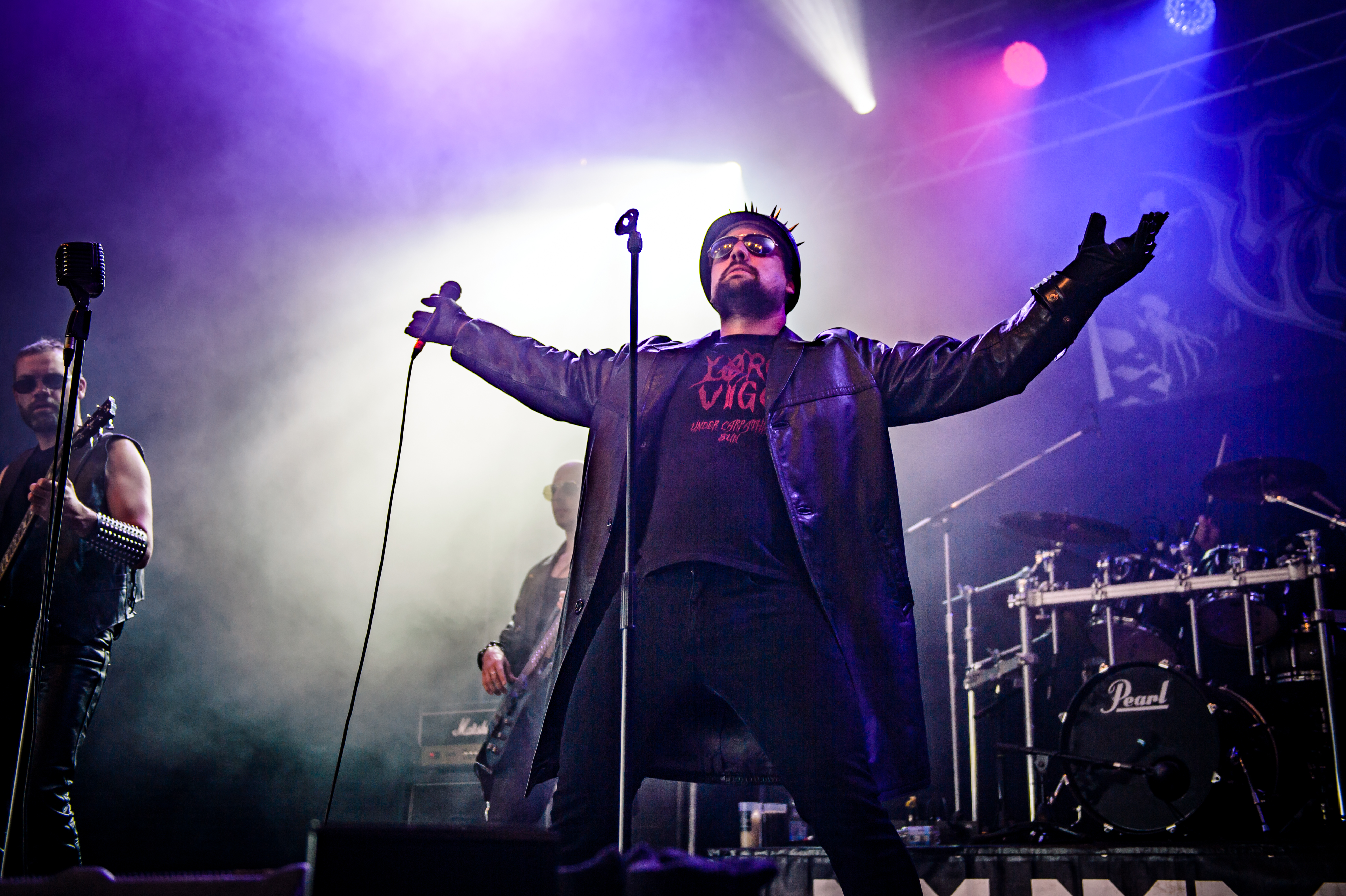
Lord Vigo beim Dong Open Air 2017

Lord Vigo führte die bewährte Handhabe des Schreibens und Aufnehmens der vorherigen Alben fort. Neben den Auftritten arrangierte und verfeinerte die Band so weiteres Material, das erneut im Heimstudio von „Vinz Clortho“ aufgenommen wurde. Entgegen der vorherigen Veröffentlichungen wurde Markus Vesper zur Gestaltung des Covers und Patrick W. Engel für das Mastering engagiert. Das dritte Album sollte sich von den vorherigen, die optisch häufig mit Black Metal assoziiert wurden, abheben. Entsprechend ließ Lord Vigo von Karmazid auch ein neues Logo gestalten, das nach Christian „Volguus Zildrohar“ Palm „wesentlich besser zur Musik passt“. Six Must Die erschien am 25. Mai 2018 über No Remorse Records. Für die anschließenden Auftritte zog die Gruppe aufgrund persönlicher Verpflichtungen einzeln andere Live-Musiker hinzu. Trotz des zunehmenden Kritikererfolgs absolvierte Lord Vigo keine Headliner-Tournee und trat bei größeren Festivals immer noch früh auf. So spielte die Band unter anderem am 2. November 2018 als Vorgruppe für Satan in Mannheim, am 13. Oktober 2018 beim Waldpark Open Air und am 2. März 2019 beim Hell Over Hammaburg. Dabei musste die Band den Auftritt beim Waldpark Open Air zu dritt absolvieren.

### 2019 bis 2021 – Danse de Noir
Mit der Arbeit am vierten Album gab das Kerntrio von Lord Vigo den Live-Musikern die Option, sich in den Schreib- und Aufnahmeprozess einzubringen, den die Band ansonsten wie bei den vorherigen Alben beibehielt. Final brachten sich „Nunzio Scoleri“ auf As Silence Grows Old, „Zuul“ auf The Verge of Time und „Ivo Shandor“ auf Memento Mori ein. Die Arbeit am Album nahm etwa ein Jahr Zeit in Anspruch, davon fielen vier Monate auf die Abmischung. Das Album Danse de Noir wurde erneut von Patrick W. Engel gemastert. Für das Cover wurde ein Gemälde des Künstlers Peter Gric genutzt. Veröffentlicht wurde das Album am 10. April 2020, anders als die vorherigen Veröffentlichungen über High Roller Records. Im Zuge der COVID-19-Pandemie in Deutschland blieb eine geplante Tournee mit verändertem Bühnenoutfit und Leinwand zum Album aus.

### 2021 bis 2022 – We Shall Overcome
Nach Lockerungen der Regelungen zur Eindämmung der Pandemie trat die Band mit dem neuen Material in bestuhlten Räumlichkeiten vor einer angepassten Publikumsgröße auf, so unter anderem am 7. August 2021 in Mannheim und beim Storm Crusher Festival am 11. September 2021, diesmal gar als vorletzte Band des Festivals. Zum Auftritt spielte die Gruppe ein erstes Stück des Folgealbums von Danse de Noir. Ludwig Krammer vom Rock Hard lobte den Auftritt von Lord Vigo als „die Show des Abends“. Im Dezember des Jahres gab die Band den Titel We Shall Overcome des Nachfolge-Albums zu Danse de Noir offiziell bekannt. Vor der Veröffentlichung präsentierte die Band am 13. Mai 2022 ein Musikvideo zu From Our Ashes We Will Rise, als Ausblick auf das Album. Einen Tag nach der Veröffentlichung des Musikvideos trat die Band gemeinsam mit Old Mother Hell in Tirol auf. Das Album erschien erneut über High Roller Records und fungierte konzeptionell als Prequel zur Geschichte des vorherigen Albums. Dabei baute Lord Vigo die mit Danse de Noir begonnene Geschichte aus und benannten Danse de Noir als ersten Teil einer Trilogie, die mit We Shall Overcome fortgeführt würde. Insgesamt arbeiteten sechs verschiedene Künstler an der Gestaltung des Begleitheftes, dass visuell die Geschichte ergänzt und mit weiteren erzählerischen Elementen angereichert wurde. Veröffentlicht wurde das Album am 2. Juli 2022. Die Veröffentlichung einer Vinyl-Version wurde aufgrund eines Rohstoffmangels und Produktionsstaus für das Jahr 2023 angekündigt.

## Werk
Die Musik von Lord Vigo gilt als Epic Doom mit je nach Veröffentlichung unterschiedlich starken Einflüssen aus dem Hard Rock oder New Wave of British Heavy Metal beziehungsweise amerikanischen Power Metal. Als inhaltliche Konstante der Gruppe gelten popkulturelle Zitate und Verweise aus Fantasy, Horror und Science-Fiction, die sich verstärkt Filmen entlehnen. Als Label kooperierte Lord Vigo mit No Remorse Records und High Roller Records.

### Songwriting und Produktion
Für Lord Vigo gibt es keine Trennung zwischen Schreib- und Aufnahmeprozess. Die Musik entsteht als Album in einem fortlaufend wechselseitigen Prozess. So werden die Alben von den drei zentralen Musikern in wöchentlichen Sitzungen direkt im Heimstudio von Patrick „Vinz Clortho“ Palm geschrieben und aufgenommen. Gitarrenriffs werden als erster Schritt in einem losen Brainstorming aufgenommen, woraufhin „Vinz Clortho“ binnen einer Woche mit dem Material arbeitet und mögliche Gesangspassagen austestet. In der folgenden Sitzung wird das so entstandene Material gemeinsam begutachtet und überprüft und gegebenenfalls weiter ausgearbeitet. Diesen Vorgang setzt die Band fort, bis die Gruppe ein Stück als abgeschlossen erachtet.

„Es gibt bei uns […] kein klassisches ins-Studio-Gehen, da wir […] permanent im Studio proben und dort auch gleich aufnehmen können. Speziell bei den Vocals empfinde ich das als Vorteil, da es dort auch immer sehr auf die Tagesform ankommt. Ohne Zeitdruck an den Aufnahmen arbeiten zu können, empfinde ich als äußerst positiv, und ich denke, das hört man auch.“

Dem Vorgehen entsprechend besteht eine Trennung zwischen dem Proben für Auftritte und dem anhaltenden Probe- und Schreibprozess. Neue Musik entsteht fortwährend in den nach Möglichkeit wöchentlichen Sitzungen der Musiker, wodurch die Band häufig schon mit Veröffentlichung eines Albums neues Material vorhalten kann und mit ihren Aufnahmen die eigenen Fortschritte in der Produktion sowie im Songwriting dokumentiert.

### Inhalt
Mit Verweisen auf die Popkultur, insbesondere jene der 1980er Jahre, besitzt Lord Vigo einen groben als konzeptionell wahrnehmbaren und inhaltlich konstanten Rahmen. Diese inhaltliche Konstante geht auf die persönlichen Interessen der Bandmitglieder zurück und ist nicht explizit als Bandkonzept benannt. Bereits der Bandname ist ein Verweis auf den Antagonisten des Films Ghostbusters II. Auch die unterschiedlichen Pseudonyme der Musiker entstammen dem Ghostbusters-Franchise. Lord Vigo greift fortlaufend weiter Motive aus Fantasy, Horror und Science-Fiction, die sich Film und Literatur entlehnen, auf. Im Werk der Gruppe werden vielfach Sprechpassagen, teils von professionellen Hörspiel-Sprechern, eingesprochen und Samples genutzt. Hinzu kommen Songtexte, Musikvideos und Albumgestaltung, die sich der jeweiligen Thematik unterordnen. Eine Ausnahme hierzu ist die nuancierende Anpassung der Songtexte, die sich im Songwriting und der Produktion Musik und Singbarkeit unterordnen. Insbesondere die Texte der ersten Veröffentlichungen werden als ein mit Ironie versehenes „Substrat von über 30 Jahren Heavy-Metal-Poesie“ wahrgenommen. Ihre Musik wird von den Bandmitgliedern allerdings als ernstes Bestreben benannt, der Umgang mit der eigenen Person dabei jedoch überzeichnend ironisch gebrochen, ohne sich als Persiflage der Metalszene zu stilisieren. So verkörpert Lord Vigo für manche Rezensenten eine „Mischung aus Dramatik und Augenzwinkern.“

„Nun, wir haben uns diesen Namen ausgesucht, weil wir der Meinung waren, dass ‚Ghostbusters‘ und Doom Metal sehr gut zusammenpassen. Vigo ist einer der coolsten Bösewichte der ’80er. Die ’80er hatten die besten Filme, die beste Musik und die besten Frisuren ;)“

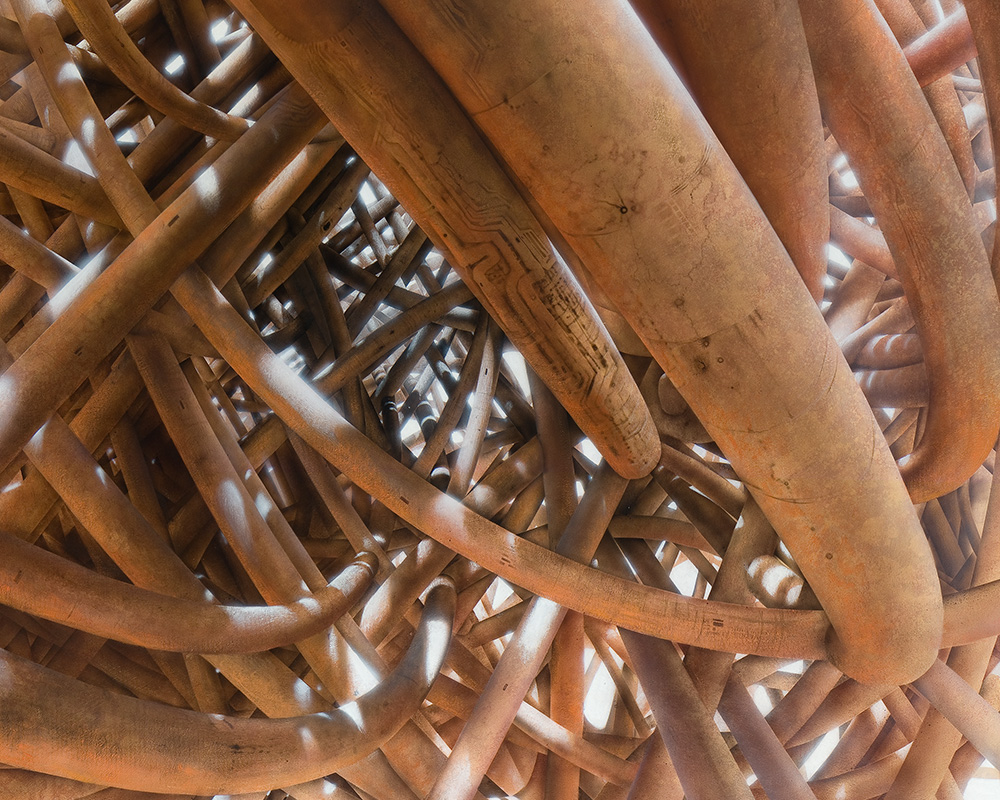
Netzwerk 4, ein Bild von Peter Gric, der das Cover des Albums Danse de Noir gestaltete und dessen Science-Fiction-Stil das Album-Konzept unterstreichen soll

Diverse literarische, musikalische und cineastische Zitate sind im Werk der Gruppe gegeben. Die ersten Alben sind keine durchgehenden Konzeptalben, weisen aber wiederkehrende Themen auf, die sich in den jeweiligen Alben festigen. Während das Debüt mehrere Verweise auf das Ghostbusters-Franchise nutzt, stehen die Alben Blackborne Souls und Six Must Die in enger Verbindung. Neben einer Fantasy-Geschichte mit Elementen des Gothic Horror, die Blackborne Souls prägt und mit mehreren Stücken des Albums Six Must Die eine Vorgeschichte geben, verweist der Titel des Albums Six Must Die und weitere Inhalte der Veröffentlichung auf den Film The Fog – Nebel des Grauens. Das The-Fog-Konzept von Six Must Die ist über die Stücke Elizabeth Dane, Six Must Die und 21 April 1880 verteilt. Dabei wird die Geschichte des Films neu interpretiert und vertont. Die Geschichte des Albums Blackborne Souls wird auf Six Must Die indes mit den Stücken Thul -Rar, Thal Mun-Rar, I Am The Prophecy und Evil in Disguise mit einer Vorgeschichte versehen. Mit Danse De Noir nahm die Band einen neuen Themenkomplex auf und kreierte mit Bezug zum Science-Fiction-Film Blade Runner eine Geschichte um Erinnerungen einer Replikantin mit dem Namen Nihlai. We Shall Overcome wurde als Vorgeschichte zu Danse De Noir konzipiert. Mit We Shall Overcome wurde hinzukommend der mit Danse De Noir begonnene Themenkomplex zu einer geplanten Trilogie erklärt. In der, der Band üblichen eklektischen Pastiche mit Popkultur-Bezügen verwies die Gruppe neben Blade Runner auf das Album 2112 von Rush. So wurde die Geschichte von We Shall Overcome vor Danse de Noir und ein Vierteljahrhundert nach den Geschehnissen von 2112 angesetzt. Die Völker der Erzählung von 2112 seien von der Computer-Herrschaft befreit, könnten jedoch „mit ihrer Freiheit nichts anfangen“.

### Stil
Der Stil von Lord Vigo wird als „kauzig“ assoziiert und überwiegend dem Epic Doom, in direkter Fortführung der frühen Stilverkörperung durch Candlemass und Solitude Aeternus, zugerechnet. Dabei ist der Begriff des Kauzigen auf den konsistenten Anachronismus bezogen. Dieser ist bewusst gewählt und verweist auf „alles, was vor 1995 auf den Markt gekommen ist (oder sich zumindest so anhört)“. Technische Möglichkeiten ordnen sich dem Bestreben und der Idee eines möglichst authentischen Vorgehens unter. Als Einflüsse, die diesen Klang prägten, wird auf Vertreter des Heavy Metal und des Doom Metal dieses Zeitraums verwiesen: neben Candlemass und Solitude Aeturnus sind dies Interpreten wie Bathory, Manilla Road, Savatage, King Diamond und Manowar. Während die meisten Veröffentlichungen dem Doom Metal zugerechnet werden, wurde Six Must Die auch als „Power Metal mit einer Vorliebe für Piraten-Themen“ beschrieben.

„Es dominiert […] unverzerrter cleaner Heavy Gesang, der dissonant-mollig durch die Halbtöne schwimmt, dazu tiefe schwer-schleppende Gitarren mit einfachen meditativ-wiederholenden Riffs und eine unaufdringliche Orgel im Hintergrund. Die Geschwindigkeit ist definitiv nicht im Funeral-Bereich, also noch gut groovig-mitnickbar.“

Als Grundklang beschreibt Aleksey Evdokimov in seinem Doom Metal Lexicanum die Kombination aus langsamen Doom-Metal-Riffing, der Melodieführungen des Epic Doom, Elementen der New Wave of British Heavy Metal und einem exzellenten sonoren Klargesang. Trotz der vereinzelten Grenzüberschreitung zum Heavy- und Power-Metal bewegt sich die Musik im Bereich des Epic Doom. Insbesondere durch den als „etwas gewöhnungsbedürftige“ titulierten Gesang sei Lord Vigo trotz starker Bezugnahmen eigenständig. Dazu gilt der Einfluss des Heavy Metal der 1980er-Jahre, der insbesondere im Riffing vernehmbar ist, als Abgrenzung zum Gros des Epic Doom. Als Reminiszenz an „die Veröffentlichungen von Black Sabbath zwischen 1985 und 1990“ wird indes der ausgeprägte Einsatz von Nachhall wahrgenommen. Hörspielelemente dienen der dramaturgischen Ausgestaltung der Alben und stehen in Verbindung zu den Rahmenhandlungen der jeweiligen Stücke oder Alben. Einige Hörspielpassagen wurden aufgrund der Befürchtung, mit Film-Samples in Urheberrechtsstreitigkeiten zu geraten, von professionellen Hörspiel-Sprechern eingesprochen. Im gleichen Kontext greift die Gruppe auf Geräusch-Samples von inhaltlich passenden Klängen zurück. Dabei werden neben direkt musikalischen Samples wie Chören und Orgelklängen solche wie Regen, Ketten und Glocken als atmosphärische und erzählerische Elemente genutzt. Mit We Shall Overcome betonte die Band Elemente des Progressive Rock und Dark Wave in ihrem Klang, hielt jedoch an der Basis des Epic Doom fest. Insgesamt bleibe sich die Band dabei treu und halte „an ihrem eigensinnigen Stil fest“. Lord Vigo spiele bewusst mit ihren Einflüssen aus den 1980er Jahren und verweise selbst auf New Wave und Progressive Rock sowie auf Ultravox, Manowar und The Cure.

## Rezeption

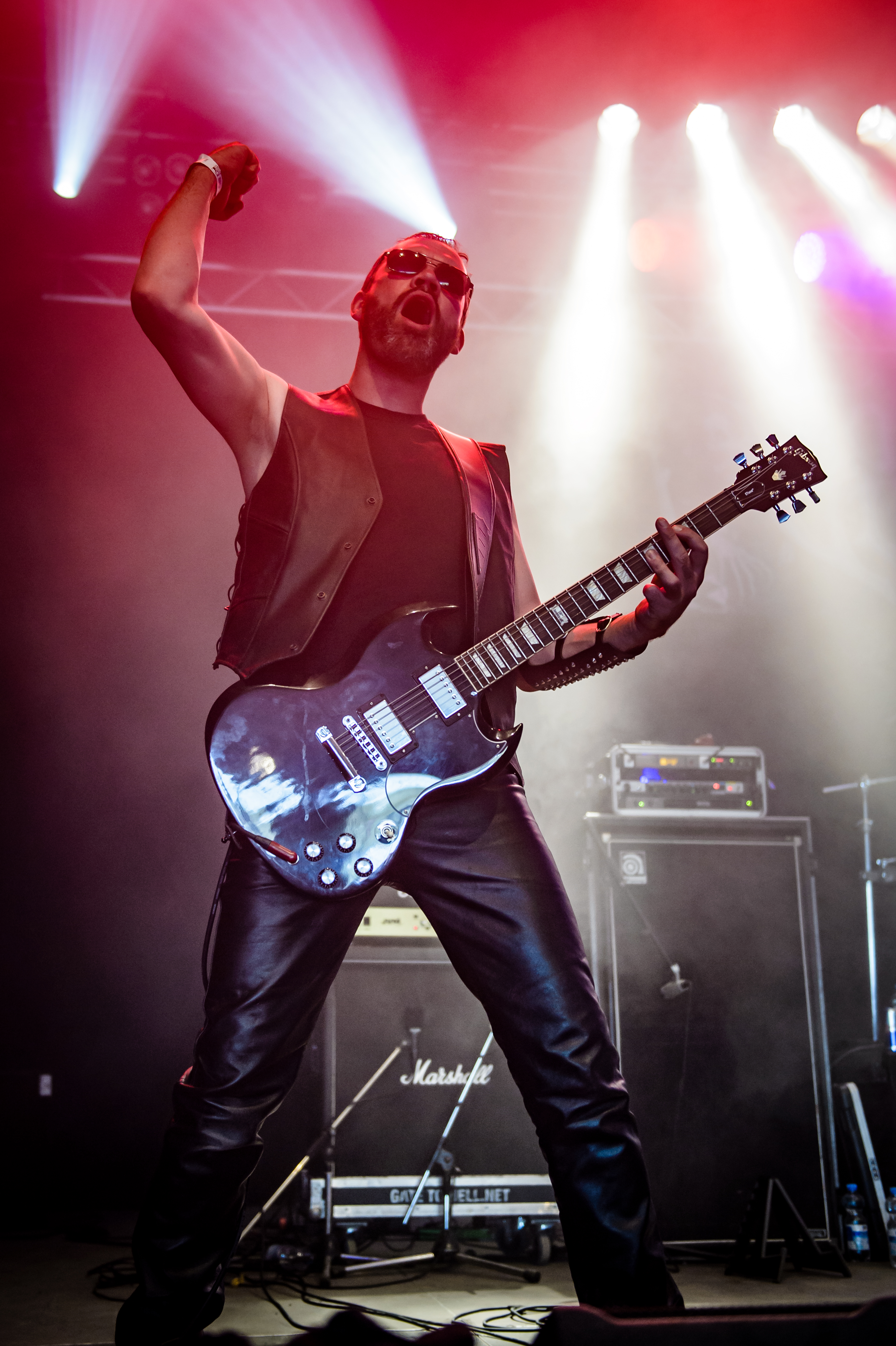
Christian „Volguus Zildrohar“ Palm mit Lord Vigo beim Dong Open Air 2017

Lord Vigo wurde vornehmlich von deutschsprachigen Musikmagazinen wie Rock Hard und Metal Hammer sowie von Webzines wie Metal.de und Powermetal.de rezipiert, vereinzelt befassten sich auch die internationale Musikpresse wie Decibel und Doom-Metal.com mit den Veröffentlichungen. Die Musik wurde dabei mit Verweis auf einen hohen „Kauzfaktor“ mehrheitlich als atmosphärisch und stimmige Reminiszenz an den Metal der 1980er-Jahre gelobt. Die Bezeichnung als „Kauz“ wird dabei auf die Beschäftigung mit dem Metal der 1980er-Jahre in Analogie zu Titeln wie Nerd oder Eigenbrötler genutzt.
Zugleich stieg die Popularität von Lord Vigo mit den Veröffentlichungen fortwährend an. So nahm die Fülle an Rezensionen zu den Album-Veröffentlichungen zu, während die Rezensenten eine stetige Entwicklung von einer Band mit Potential zu dem konsequent als herausragend beurteilten vierten Album zeichneten. Dieses vierte Album Danse de Noir erfuhr international hohes Kritikerlob und wurde zu einem kommenden Vergleichswerk des gesamten Genres erklärt.

### Under Carpathian Sun
Bereits mit der Demo-Veröffentlichung von Under Carpathian Sun erfuhr Lord Vigo international positive Resonanz. Insbesondere der selbstironische Habitus bei gleichzeitig als ernstzunehmend wahrgenommenem Interpretieren des Metal der 1980er Jahre wurde gelobt. Die Band nehme sich selbst und die ganze Metal-Bildsprache zwar nicht allzu ernst, weise dennoch zugleich ein enormes musikalisches Potential auf. Auf dieses Potential verwiesen gleich mehrere Rezensionen, bis hin zu der Sortierung der Band zu „den besten Newcomern des Jahres“ durch Boris Kaiser für Rock Hard. Als Demo wurde Under Carpathian Sun so als „ein guter Anfang einer Band, die eindeutig“ wisse, wie eine „grandios trotzige Pose“ einzunehmen sei, wahrgenommen. Als ausbaufähig wurden dabei das Songwriting und der Gesang angemerkt.
Mit der erweiterten Albumvariante von Under Carpathian Sun wurde das Interesse an Lord Vigo breiter, allerdings gingen die Beurteilungen damit auch auseinander. Während Rezensenten des Rock Hard, Rock Castle Franken oder von Darkscene.at das Album lobten, wurde es für Powermetal.de und Metal Invader als durchschnittlich bis schlecht beurteilt. Das Album sei „furchtbar ermüdend“ und hätte „mehr Sorgfalt beim Songwriting“ benötigt, schrieb Raphael Päbst für Powermetal.de. So bemängelte er, dass sich „Wiederholungen ziehen […], die Samples nerven und der gesamte Sound […] völlig unausgeglichen“ erscheine. Nestoras Papakostas nannte das Album für Metal Invader „ein weiteres belanglos durchschnittliches Debütalbum in einem begrenzten Genre“. Dem gegenüber standen Rezensionen, die Under Carpathian Sun als „eines der besten Debüts seit Jahren“ lobten. Die Band begänne mit ihrem Debüt imposant, und es sei „kaum auszudenken, wo die Entwicklung diese Band hinführen“ könne. Der anachronistische Habitus von Lord Vigo weise zudem einen hohen „Kauzfaktor“ auf, „was Freunde von MANILLA ROAD und Konsorten auf den Plan rufen dürfte“.

### Blackborne Souls
Die auseinanderdriftenden Beurteilungen setzten sich zu Blackborne Souls fort. Lord Vigo mangele es nicht an Talent, das Songwriting versage jedoch noch zu oft, was das Album zur „unglücklichen Fehlzündung“ werden lasse, monierte „Trebell Yell“ für Angry Metal Guy. Auch für Metal.de wurde von Phillip I. die Kritik darauf komprimiert, dass die Musik aus „Standardriffs und ausgelutschte[n] Effekte[n]“ bestünde, wodurch nicht „wirklich was hängen“ bliebe. Damit, so Peter von Metalunderground.at, ergebe sich für Lord Vigo „ein substanzielles Problem“, da das Album in „der schieren Flut der Veröffentlichungen“ weder kreativ noch neu erscheine und so trotz gelungenem Handwerk und vernehmbaren Talent keine Haltbarkeit besäße.
In den positiven Rezensionen wurden solchen Urteilen „Kauzigkeit“, „Alleinstellungspotenzial“ und „Ausstrahlung“ gegenübergestellt. Der von der Band gespielte „Doom der Oberklasse“ setzte sich auf diesem Album fort, und die Gruppe habe „Fortschritte in Sachen Sound und Produktion gemacht“, derweil die Qualität der einzelnen Stücke „eher gleichgeblieben, wenn nicht gar eine Nuance schwächer“ sei. „Wenn“, so Joxe Schaefer für Crossfire Metal, „noch ein paar richtig coole Überflieger […] drauf wären,“ wäre die Erfolgsperspektive der Gruppe noch deutlicher. Entgegen den negativen Aussagen anderer Rezensenten, die das Songwriting bemängelten, sah Boris Kaiser vom Magazin Rock Hard Lord Vigo in diesem Punkt Interpreten wie Argus, Quicksand Dream oder Slough Feg überlegen und Blackborne Souls als „echte[n] Langstreckenläufer“. Jonathan Walzer von Powermetal.de und „Dr. O.“ von Musikreviews mutmaßten gar, dass das zu Beginn des Jahres erschienene Blackborne Souls bereits zu den „Highlights“ „für die Bestenliste“ im Genre gerechnet werden könne.

„Die Pfälzer schaffen es sogar, trotz der Kauzigkeit ihren Stücken noch ein bisschen mehr Weite und Erhabenheit zu verpassen. Vinz Clorthro liefert mit seinem gleichsam melodischen wie schaurigen Organ die idealen Melodielinien für ein Werk, an dem sich alles in Doom in diesem Jahr jetzt schon messen lassen muss.“

Das Album zeige, wie „guter Doom [sich] einfach anhören“ sollte, lautete das Urteil für Bleeding4Metal. Beim griechischen Webzine Metal Temple hieß es gar, dass Lord Vigo auf Blackborne Souls etwas äußerst Komplexes gelänge: den Stil aus einer geliebten Vergangenheit aufzugreifen, neu zu beleben und dabei dennoch originell und erfrischend zu sein.

### Six Must Die
Anders als zu Under Carpathian Sun und Blackborne Souls erfuhr Six Must Die nahezu umfassend positive Resonanz. Lediglich auf Seiten des Webzines Doom-Metal.com wurde es als „generischer Power Metal mit einer Vorliebe für Piraten-Themen“ kritisiert und als fern des Spektrums des Doom-Metal-genrespezifischen Webzines bemängelt. Die zunehmende Abkehr vom Epic Doom wurde hingegen an anderer Stelle als Befreiung betrachtet. Die fortwährende Entwicklung ergebe einen „überaus interessanten und eigenständigen Strauß bunter Melodien.“ So sei das Album insgesamt kurzweilig und überzeugend, „Trve und unterhaltsam“. Ähnlich solchen Einschätzungen blieben die Stimmen zu der Veröffentlichung wohlwollend bis überschwänglich. Print- und Webzines der Metalszene befassten sich mit Six Must Die und hoben die Veröffentlichung als hochwertig hervor. Six must Die sei gegenüber dem vorausgegangenen Album im Songwriting gereift, ausgewogen und abwechslungsreich. Marc Thorbrügge nannte es für Metal.de „ein Highlight für alle Freunde epischen Heavy Metals“. Andreas Schiffmann schrieb für das Magazin Rock Hard, Lord Vigo „kocht zwar auch nur mit Wasser, würzt ihre Mischung aber mit solchem Spielwitz und Einfallsreichtum, dass man ausnahmsweise nicht glaubt, einen vertonten Fantasy-Roman aus der Grabbelkiste zu hören.“ Für Vampster wurde Six Must Die als „weiteres Highlight in einem, an starken Alben in diesem Genre nicht armen Jahr“ gelobt. Zu diesen Jahres-Highlights wurde das Album White Horse Hill von Solstice gerechnet, dabei zog auch Marco Gräff vom Hellfire Magazin diesen Vergleich und nannte Six Must Die „besser als die gerade neu erschienene Platte der Engländer“. Auch Joxe Schafer von X-Crash nannte es eine „der amtlichsten Doom Metal Scheiben der letzten Monate“. Michael Toscher von FFM-Rock bezeichnete das Album als „Offenbarung“ im Genre. Für das Handwritten Mag hieß es, das Album sei „eine ziemlich runde Sache geworden“ und ein „Geheimtipp“. Mit Verweis auf das Konzept sei Lord Vigo „ein überzeugendes musikalisches Denkmal“ für The Fog – Nebel des Grauens gelungen, schrieb Lex J.Oven für Metalunderground.at.

„Als sie sich 2015 mit ihrer “Under Carpathian Sun”-EP anschickten den Underground aufzumischen, wurden sie von einigen ob ihres enormen Kauzfaktors und ihres kruden Images zunächst belächelt. Doch schon damals war das enorme Potenzial der Pfälzer eigentlich unübersehbar. Nur drei Jahre und drei Longplayer später, hat sich das zum Quintett angewachsene Trio die Metal-Welt – frei nach dem Bandmotto “Obey The Lord!” – endgültig Untertan gemacht.“

### Danse de Noir

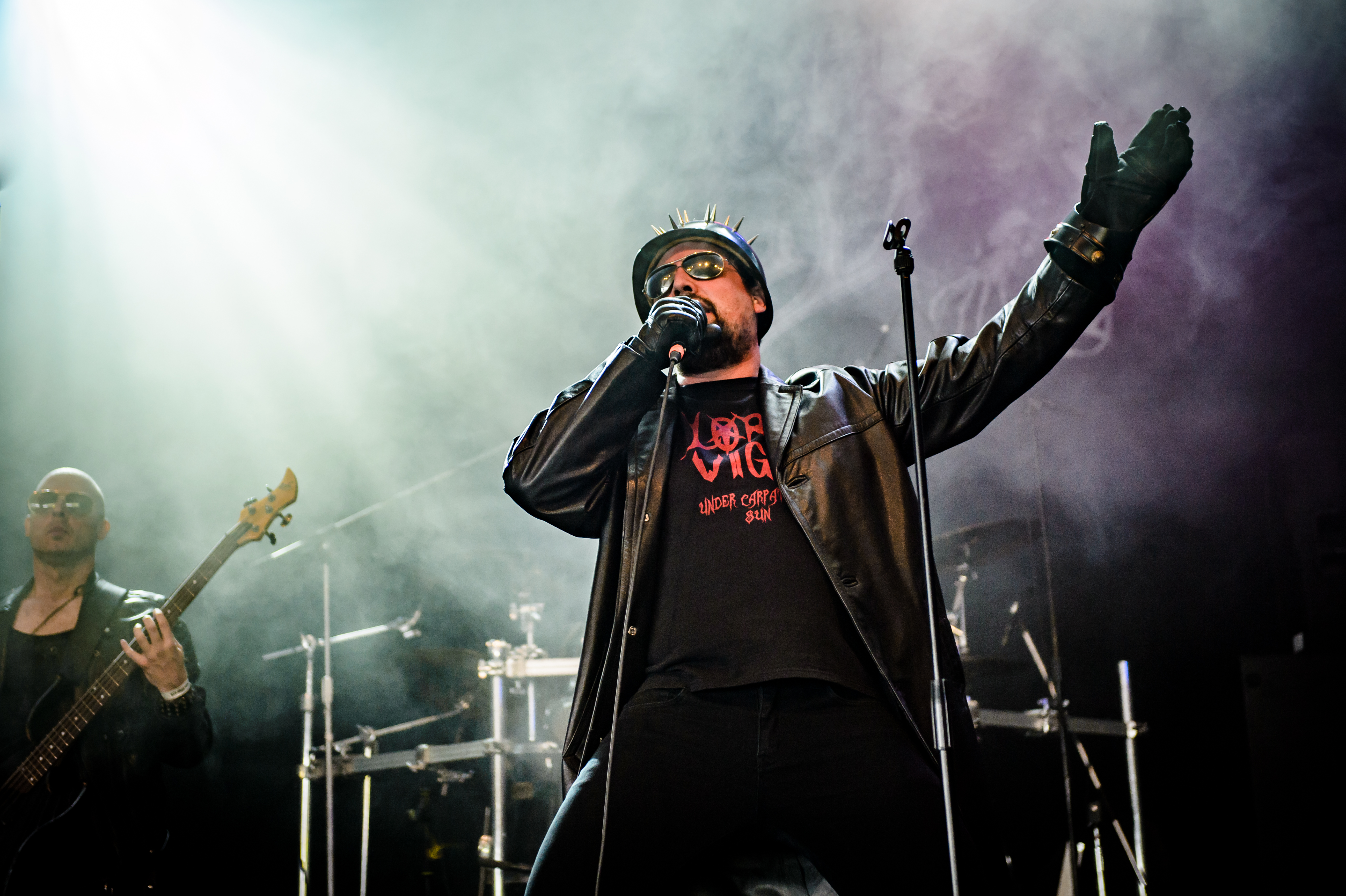
Lord Vigo beim Dong Open Air 2017

Die Resonanz auf Danse de Noir erwies sich als durchgehend positiv. Webzines wie Vampster, Powermetal.de, Metal Inside, Burn Your Ears und mehr lobten das Album hoch. Der Band, die lange ein Geheimtipp gewesen sei, sei mit der Veröffentlichung von Danse de Noir eine interessante und eigenständige Interpretation des Genres gelungen, die Epic-Doom-Fans beachten sollten, wurde über das Album für Metal Temple geschrieben. Hin zu diesem Genre-Erfolg habe die Band sich stetig entwickelt und am eigenen Stil gearbeitet, wodurch, so Marc Thorbrügge für Metal.de, Danse de Noir mit „mehr Tiefe und Langzeitwirkung“ als die vorherigen Veröffentlichungen „auch außerhalb des Doom- und Heavy Metal seine Fans finden“ sollte. Diese Entwicklung wird ebenfalls von weiteren Rezensenten honoriert, so bewege sich die Band im Verhältnis zu Six Must Die auf Danse de Noir „auf einem ganz neuen Level“ und erreiche damit die „nächste Stufe hin zum Epic-Doom-Olymp.“

„Der Sound, den die drei Herren auf ‘Danse De Noir’ kreieren, ist so eigenständig wie es nur geht, es gibt eigentlich nichts Vergleichbares.“

Danse de Noir sei eine „durch und durch gelungene“ beziehungsweise „sehr gute Doom-Platte“, ein „großartiges Album“ und „sehr gute Musik“ die „einfach Spaß“ macht. Der „extrem berauschend fesselnde[…] Sci-Fi-Doom“ auf Danse de Noir erweise sich als das „Meisterstück“ von Lord Vigo und das „bisher beste Album“ der Band sowie ein „Epic / Doom Highlight“ oder auch ein „Jahreshighlight“, an welchem sich auch international „nachkommende Bands messen lassen“ müssten. So stünde Danse de Noir „Qualitativ […] den großen Namen des Genres nicht nach.“ Dabei bestünde die Qualität nicht in Virtuosität oder handwerklichem Geschick, sondern in der transportierten Atmosphäre und Zeitlosigkeit der Musik.

„Lord Vigo sind gewiss keine Virtuosen, doch sie verstehen es, im Rahmen ihrer Möglichkeiten stimmungsvoll Düsternis heraufzubeschwören.“

So zeige die Band mit Danse de Noir wie „düster und atmosphärisch beklemmend […] zeitloser Metal auch 2020“ klingen könne. Mit Blick auf das Genre und die Einflüsse der Band sei Danse de Noir damit ebenso „Rückschau wie Neuinterpretation“ und eine einzigartige Neuformulierung eines sonst stagnierenden Stils zu begreifen, schrieb Sean Frasier für Decibel. Andreas Schiffmann vom Rock Hard sah in Danse de Noir „ein Genre-Album, an dem andere Genre-Acts in näherer Zeit (und darüber hinaus) hart zu kauen haben“ würden und mit dem sich Lord Vigo als eine „international mehr als konkurrenzfähige[…] Band“ erweise.

### We Shall Overcome
We Shall Overcome erfuhr erneut durchgehend positive Resonanz. Bemängelt wurde lediglich die Produktion. Die „Liebe zum Detail“ verbinde alle Stücke und erstrecke sich auf die konzeptionelle Ausarbeitung des Begleitmaterials. Damit sei We Shall Overcome „ein stimmiges Gesamtpacket, für das man durchaus eine Empfehlung aussprechen darf, auch wenn es einen kleinen Abzug in der B-Note in Sachen Produktion gibt.“
Die Entwicklung der Band zu einer breiten Eigenständigkeit wurde hingegen häufig honoriert. So sei „die stilistische Eingrenzung im Doom viel zu kurz“ geworden um Lord Vigo zu kategorisieren. In dem Stil der Gruppe „bei dem Doom Metal und klassischer Heavy Metal […] die Basis bilden, aber bei weitem nicht die einzigen Einflüsse“ darstellen wäre Aufmerksamkeit gefordert schrieb Markus für Soundmagnet. Wer sich dabei auf die Musik einlassen könne würde „mit spannenden und einzigartigen Songs belohnt“. Für Paul Hutchings von The Razors Edge erwies sich das Album in der Kombination aus Epic Doom mit Elementen des Dark Wave und Progressive Rock als erfrischend anders. Eine einfache Kategorisierung sei nicht möglich, und das Album würde anzunehmend „nicht allen gefallen, aber“ jene die Gefallen daran fänden, würden „es wahrscheinlich lieben.“ Andererseits führten Rezensenten wie Konstantin Michaely vom Metal Hammer an, dass es insbesondere „die Vielzahl der Einflüsse, die den Reiz“ des Albums ausmachen.

„Vielseitig opulent bombastisch experimentiell [sic!] Normalhorizonte weit über schreitend, gelungen. Fesselnder Sci-Fi-Metal auf feinem, hochwertig erlesenem Qualitätslevel!“

In einer Besprechung des englischsprachigen Webzines Metal Addicts wurde das Album als jene Variante des Doom Metal, gelobt die der Rezensent besonders schätze. Es sei „kraftvoll und gleichzeitig melodisch.“ Auch Alberto Vitale vom italienischen Webzine Metalheads.it lobte das Album als besonders frisch und kraftvoll.
Die „größte Stärke dieses Albums“, so Philipp Gravenhorst für Metal.de, sei derweil „ihre Fokussiertheit“, über die sich Lord Vigo durch „größere Zugänglichkeit“ und geringere „Plakativität von etwa ATLANTEAN KODEX“ auszeichne.

„“We Shall Overcome”, cinquième album de ce trio de doom metal épique, nous envoie une nouvelle fois, autant le dire de suite, un chef d’œuvre !“

„Um es gleich vorweg zu sagen, mit We Shall Overcome, ihrem fünften Album liefert uns das Epic-Doom-Trios, einmal mehr ein Meisterwerk!“